# Добродецький Анатолій Васильович
Анатолій Васильович Добродецький (нар. 1923, м. Харків —1943) — молодший лейтенант, учасник Другої світової війни, Герой Радянського Союзу.

## Біографія
Анатолій Добродецький народився 6 січня (за іншими даними — 16 липня) 1923 року в Харкові. 
1940 — закінчив школу і аероклуб в Харкові. Призов на службу до Робітничо-селянської Червоної Армії.
1942 — закінчив Чугуївську військову авіаційну школу пілотів. Служба у Забайкальському і Московському військових округах.
1943, червень — відправлений на фронт Німецько-радянської війни. Брав участь у битві на Курській дузі.
10 серпня 1943 року Добродецький вилетів на своєму літаку  Ла-5 у складі групи з 10 винищувачів на прикриття наземних військ в районі Руська Лозова, Липці, Сотники Харківської області Української РСР. Там радянські льотчики зіткнулися з групою з 18 німецьких бомбардувальників у супроводі винищувачів. У бою Добродецький збив 2 літаки супротивника. Потім, захищаючи свого бойового товариша від атаки німецького літака Messerschmitt Bf 109, Добродецький пішов на таран і, знищивши німецький літак, загинув сам.
За весь період своєї участі у війні Анатолій Добродецький зробив 27 бойових вильотів, взяв участь у 11 повітряних боях, збивши особисто 3 ворожих літака і ще 8 — у складі групи.
Похований на харківському цвинтарі № 2.
4 лютого 1944 року за «зразкове виконання бойових завдань командування і проявлений при цьому винятковий героїзм і самопожертву в ім'я Батьківщини» молодший лейтенант Анатолій Добродецький посмертно був удостоєний високого звання Героя Радянського Союзу указом Президії Верховної Ради СРСР. Також нагороджений орденом Леніна, посмертно.

## Вшанування пам'яті
- У 2011 році ім'ям Героя Другої світової війни Анатолія Васильовича Добродецького було названо вулицю і сквер на перетині вулиць Добродецького і Новий Побут[3]
- На школі, в якій він навчався, встановлено меморіальну дошку[4]